# Karsten Homrighausen
Karsten Homrighausen (* 29. Mai 1968 in Welzheim) ist ein deutscher Chemiker, Honorarprofessor und Feuerwehrmann. Er ist seit August 2018 als Landesbranddirektor Leiter der Berliner Feuerwehr.

## Werdegang
Homrighausen wuchs in Herdecke auf und trat bereits 1982 der Jugendfeuerwehr in Wetter bei, da seine Heimatstadt über keine Jugendabteilung verfügte. 1985 wechselte er schließlich in die Freiwillige Feuerwehr nach Herdecke, in der er sich bis 1998, zuletzt im Rang eines Brandmeisters, aktiv engagierte.
Nach seinem Abitur studierte er ab 1989 an der Ruhr-Universität Bochum Chemie. Seit 1994 ist er Diplomchemiker.
1997 promovierte Homrighausen in Bochum zum Dr. rer. nat.

## Laufbahn bei der Feuerwehr
1997 wurde Homrighausen in Baden-Württemberg zum Regierungsbrandreferendar ernannt und absolvierte bis 1999 den Vorbereitungsdienst für den höheren feuerwehrtechnischen Dienst an der Landesfeuerwehrschule in Bruchsal. Im Anschluss erfolgte die Ernennung zum Brandassessor.
Von 2000 bis 2002 war Homrighausen Dozent in der Führungsausbildung an der Landesfeuerwehrschule in Bruchsal, ehe er bis 2004 als Referent in den Stabsbereich des Amtsleiters der Branddirektion Stuttgart wechselte.
Im Anschluss übernahm er bis 2016 die Leitung der Einsatzabteilung der Branddirektion Stuttgart. Bereits seit 2002 war Homrighausen Vorstandsmitglied des Landesfeuerwehrverbandes Baden-Württemberg und unterstützte 2015 das Innenministerium im koordinierenden Flüchtlingsstab.

### Landesbranddirektor in Baden-Württemberg (2016–2018)
Im April 2016 wurde Homrighausen, inzwischen zum Leitenden Branddirektor befördert, während eines Festakts von Innenminister Reinhold Gall zum neuen Referatsleiter „Feuerwehr und Brandschutz“ im baden-württembergischen Ministerium für Inneres, Digitalisierung und Migration ernannt und zugleich zum Landesbranddirektor bestellt. Er rückte somit, als Nachfolger von Hermann Schröder, an die Spitze der Landesfeuerwehr.
Ebenfalls mit einem Festakt wurde Homrighausen am 31. Juli 2018 durch Innenminister Thomas Strobl aus dem Amt verabschiedet.

### Landesbranddirektor in Berlin (seit 2018)
Auf Vorschlag von Innensenator Andreas Geisel wurde Homrighausen, als Nachfolger des in den Ruhestand verabschiedeten Wilfried Gräfling, durch den Berliner Senat zum 1. August 2018 zum neuen Landesbranddirektor der Berliner Feuerwehr ernannt.
Er trat sein Amt noch am selben Tag unter beamtenrechtlicher Eigenschaft eines Landesbranddirektors auf Probe an und führt somit die älteste und größte deutsche Berufsfeuerwehr. Homrighausen erhielt zugleich den Auftrag, für seine neue Behörde ein Konzept „Feuerwehr 2030“ auszuarbeiten.
Mit einem Festakt wurde Homrighausen durch Innensenator Andreas Geisel am 20. November 2018, auf die Feuerwehr-Notrufnummer anspielend, exakt 112 Tage nach seiner Ernennung, offiziell in sein Amt eingeführt. An der Veranstaltung im Bärensaal der Senatsverwaltung für Inneres und Sport nahmen Vertreter aus Politik, Verwaltung sowie der Sicherheitsbehörden und der Hilfsorganisationen teil.
Nach einer vorgegebenen zweijährigen Bewährungszeit als Landesbranddirektor auf Probe erhielt Homrighausen am 31. Juli 2020 vom Innensenator seine formelle Ernennungsurkunde als Landesbranddirektor.
In seine Amtszeit fielen auch die internen und externen Herausforderungen der Berliner Feuerwehr im Zusammenhang mit der COVID-19-Pandemie.

### Weiteres
Karsten Homrighausen ist Mitglied im Arbeitskreis Rettungsdienst der Arbeitsgemeinschaft der Leiter der Berufsfeuerwehren in Deutschland und wirkte seit 2010 an Konzepten für die Notfallrettung und Absicherung von Großveranstaltungen mit.
Zudem beriet er das Bundesamt für Bevölkerungsschutz und Katastrophenhilfe bei Fragen des Brandschutzes im Rahmen der Fußballweltmeisterschaften 2006, 2010 und 2014 sowie bei den Olympischen Spielen 2012.
Seit Februar 2019 ist Homrighausen außerdem Mitglied des Berliner Ratschlags für Demokratie.
Nach Friedrich Kaufhold, der die Berliner Feuerwehr von 1957 bis 1968 führte, ist Homrighausen, der im Jahr der Pensionierung Kaufholds geboren wurde, der zweite promovierte Behördenchef.
Im August 2020 wurde Karsten Homrighausen durch den Landesfeuerwehrverband Sachsen-Anhalt für das Amt des Präsidenten des Deutschen Feuerwehrverbandes vorgeschlagen. Bei der Wahl im Februar 2021 konnte er sich jedoch nicht durchsetzen.
Seit Juli 2025 ist Homrighausen Honorarprofessor der Berliner Hochschule für Technik für das Studienangebot 112 Dual, das durch eine Kooperation der Hochschule mit der Berliner Feuerwehr initiiert wurde.

## Privates
Karsten Homrighausen ist verheiratet, hat drei Kinder und lebt in Berlin.

## Veröffentlichungen
- Karsten Homrighausen (Co-Autor): Das Feuerwehr-Lehrbuch. Kohlhammer Verlag, 7. Auflage, 2021, ISBN 978-3-17-040620-9.